# La Perla, La Perla
La Perla är en kommunhuvudort i Mexiko.   Den ligger i kommunen La Perla och delstaten Veracruz, i den sydöstra delen av landet, 220 km öster om huvudstaden Mexico City. La Perla ligger 1 624 meter över havet och antalet invånare är 3 249.
Terrängen runt La Perla är kuperad österut, men västerut är den bergig. Runt La Perla är det mycket tätbefolkat, med 1 361 invånare per kvadratkilometer. Närmaste större samhälle är Orizaba, 9,2 km söder om La Perla. Trakten runt La Perla består till största delen av jordbruksmark.